# جمعية السباحة الإسرائيلية
جمعية السباحة الإسرائيلية (بالعبرية: איגוד השחיה בישראל‏)، (بالإنجليزية: Israel Swimming Association)‏ هي اتحاد السباحة الرئيسي في إسرائيل، وتجمع بين جميع الأندية في البلاد، وتنظم بطولة السباحة الإسرائيلية وكذلك مسابقة السباحة في ألعاب مكابيه. تأسست عام 1995،
في ديسمبر 2016، تم اختيار ديفيد مارش بمنصب «المستشار المحترف» لجمعية السباحة الإسرائيلية، بهدف إعداد السباحين الإسرائيليين لدورة الألعاب الأولمبية في طوكيو 2020. 
وفي عام 2017، عينت الرابطة مدربًا جديدًا، لوكا غابريلو وهو سباح دولي سابق من سويسرا.

## روابط خارجية
- موقع الجمعية الرسمي